# 洼里乡
洼里乡，是中华人民共和国四川省凉山彝族自治州盐源县下辖的一个乡镇级行政单位。

## 行政区划
洼里乡下辖以下地区：
新街子村、老街子村、庄房村、老衙门村、解放沟村和手爬村。